# Avenija Paulista
Avenija Paulista (portugalski Avenida Paulista) je važna avenija u São Paulu. Duga je oko dva kilometra. Ima po četiri traka u svakom pravcu. Široka je oko 90 m. Duž ove avenije se nalazi mnoštvo financijskih i kulturnih ustanova. 

## Vanjske poveznice
|  | Zajednički poslužitelj ima još gradiva o temi Avenida Paulista |